# Lepanthopsis moniliformis
Lepanthopsis moniliformis är en orkidéart som beskrevs av Donald Dungan Dod. Lepanthopsis moniliformis ingår i släktet Lepanthopsis och familjen orkidéer. Inga underarter finns listade i Catalogue of Life.